# Söderköpings hospital
Söderköpings hospital, Sankt Görans hospital, var ett hospital i Söderköping. Hospitalet omtalas för första gången år 1277 i ett brev från biskop Henrik i Linköping. Byggnaden var belägen vid Drothems prästgård. År 1531 beslutade Gustav Vasa att hospitalet och helgeandshuset i Söderköping skulle slås samman till ett hospital. Detta ägde rum år 1534 och hospitalets verksamhet flyttades till helgeandshusets lokaler. Hospitalet kom sedan att vara verksamt fram till 1787 då det flyttades till Vadstena hospital och byggnaderna såldes. Söderköpings hospital var från ca 1498-1500 anslutet till Helgeandsorden.

## Hospitalspredikanter
Ofullständig förteckning.
| Ämbetstid | Namn                     | Levnadstid | Övrigt |
| --------- | ------------------------ | ---------- | ------ |
| 1294      | Johannes Sacerdos        |            |        |
| 1454      | Torsten Sunesson (Pampe) |            |        |
| 1786-1787 | Carl Johan Ollonberg     |            |        |

## Sysslomän
Ofullständig förteckning.
| Ämbetstid | Namn                     | Levnadstid | Övrigt |
| --------- | ------------------------ | ---------- | ------ |
| 1667-1692 | Magnus Haqvini           | 1625-1693  |        |
| 1692-1711 | Uddo Olavi Nordstrand    | 1659-1711  |        |
| 1711-1716 | Andreas Laurentii Norlin | -1716      |        |
| 1716-1721 | Johan Viman              | 1687-1747  |        |